# Symmela nitida
Symmela nitida är en skalbaggsart som beskrevs av Hermann Burmeister 1855. Symmela nitida ingår i släktet Symmela och familjen Melolonthidae. Inga underarter finns listade i Catalogue of Life.